# Нинлиль
Нинлиль (шум. dNIN.LÍL «Владычица воздуха») — в шумеро-аккадской мифологии богиня судьбы, супруга бога ветра Энлиля. В гимне, обращённом к Нинлиль, её называют «богиней, которая обеспечивает божественные силы радости и процветания».
Ей соответствует аккадская богиня Белит. В шумерской религии Нинлиль — «госпожа открытого поля» или «Госпожа Воздуха», другие имена — Суд, в ассирийском Муллиту.

## Мифология и культ
Её происхождение описывают по-разному. Чаще всего она дочь Хайя, бога хранилищ и богини ячменя Ниншербаргуну (Нидабы) или Нисабы. Другие источники утверждают, что она дочь Ану и Анту, или Ан и Намму.
В одной из поэм «Энлиль и Нинлиль» Нинлиль жила в Дильмуне со своей семьёй. У Нинлиль никогда не было больших планов. Она была обычной девушкой. Подвергнувшись насилию (или соблазнению) Энлиля, она зачала ребёнка Нанну или Сина (будущего бога луны). В наказание Энлиль был отправлен в загробный мир - царство Эрешкигаль, куда Нинлиль последовала за ним. Чтобы иметь право покинуть подземное царство, Энлиль последовательно принимает облик стража ворот подземного мира, стража реки и перевозчика через реку и зачинает с Нинлиль богов Нергала, бога смерти, Ниназу и Энбилулу, бога рек и каналов. Эти трое сыновей остаются в подземном мире вместо Энлиля, Нинлиль и Нанны.
Этот миф символизирует процесс опыления ветром, созревание и увядание посевов, а потом вновь прорастание.
В другой поэме «Энлиль и Суд», Энлиль, во время путешествия остановился в городе Эреш и увидел девушку, которая понравилась ему. Он обратился к ней, выражая восхищение и обещая подарки, но Суд не захотела с ним разговаривать. Тогда он отправляет в город Эреш многочисленные свадебные дары и после свадьбы даёт ей имя Суд.
Ей поклонялись особенно в Ниппуре и Шуруппаке. Главный храм Нинлиль находился в Туммале (район Ниппура).